# Барранка (провинция)
Барранка (исп. Provincia de Barranca, кечуа Barranca pruwinsya) — одна из 9 провинций перуанского региона Лима. Площадь составляет 1 355,87 км². Население по данным на 2007 год — 133 904 человека. Плотность населения — 98,76 чел/км². Столица — одноимённый город.

## География
Расположена в северной части региона. Граничит с провинцией Уаура (на юге) и с регионом Анкаш (на севере и востоке). На западе омывается водами Тихого океана.

## Административное деление
В административном отношении делится на 5 районов:
- Барранка
- Парамонга
- Пативилка
- Супе
- Супе-Пуэрто